# Mike Vogel
Michael 'Mike' James Vogel (Abington Township (Pennsylvania), 17 juli 1979) is een Amerikaans acteur en voormalig model. Hij won samen met de gehele cast van de dramafilm The Help (2011) onder meer een National Board of Review Award, een Satellite Award en een Screen Actors Guild Award.

## Biografie
Vogel is de oudste uit een gezin met drie kinderen. Hij heeft een broer, Daniel Aaron, en een zus, Kristin. Hij groeide op in Warminster Township, dat ook in Pennsylvania ligt. Hij is getrouwd met het voormalige model Courtney, met wie hij drie kinderen heeft.
Vogel werkte als model voor Levi's en verscheen vanaf 2001 regelmatig in de televisieserie Grounded for Life. Zijn eerste filmrol speelde hij in de skateboardfilm Grind, die op 15 augustus 2003 in première ging.

## Filmografie
- Biblioteca Nacional de España: XX1712959
- Gemeinsame Normdatei: 140641157
- International Standard Name Identifier: 0000 0001 1930 9428
- Library of Congress Control Number: n2006009800
- Nationale Bibliotheek van Israël: 987007441234905171
- Virtual International Authority File: 107648777
- WorldCat: E39PBJkXBRFpddKY7yy7xcQyVC